# Municipio de Wergeland
El municipio de Wergeland (en inglés: Wergeland Township) es un municipio ubicado en el condado de Yellow Medicine en el estado estadounidense de Minnesota. En el año 2010 tenía una población de 153 habitantes y una densidad poblacional de 1,75 personas por km².

## Geografía
El municipio de Wergeland se encuentra ubicado en las coordenadas 44°40′36″N 96°9′13″O / 44.67667, -96.15361. Según la Oficina del Censo de los Estados Unidos, el municipio tiene una superficie total de 87.68 km², de la cual 87,68 km² corresponden a tierra firme y (0 %) 0 km² es agua.

## Demografía
Según el censo de 2010, había 153 personas residiendo en el municipio de Wergeland. La densidad de población era de 1,75 hab./km². De los 153 habitantes, el municipio de Wergeland estaba compuesto por el 99,35 % blancos, el 0,65 % eran de otras razas. Del total de la población el 0,65 % eran hispanos o latinos de cualquier raza.